# 離開太陽系的人造物體列表

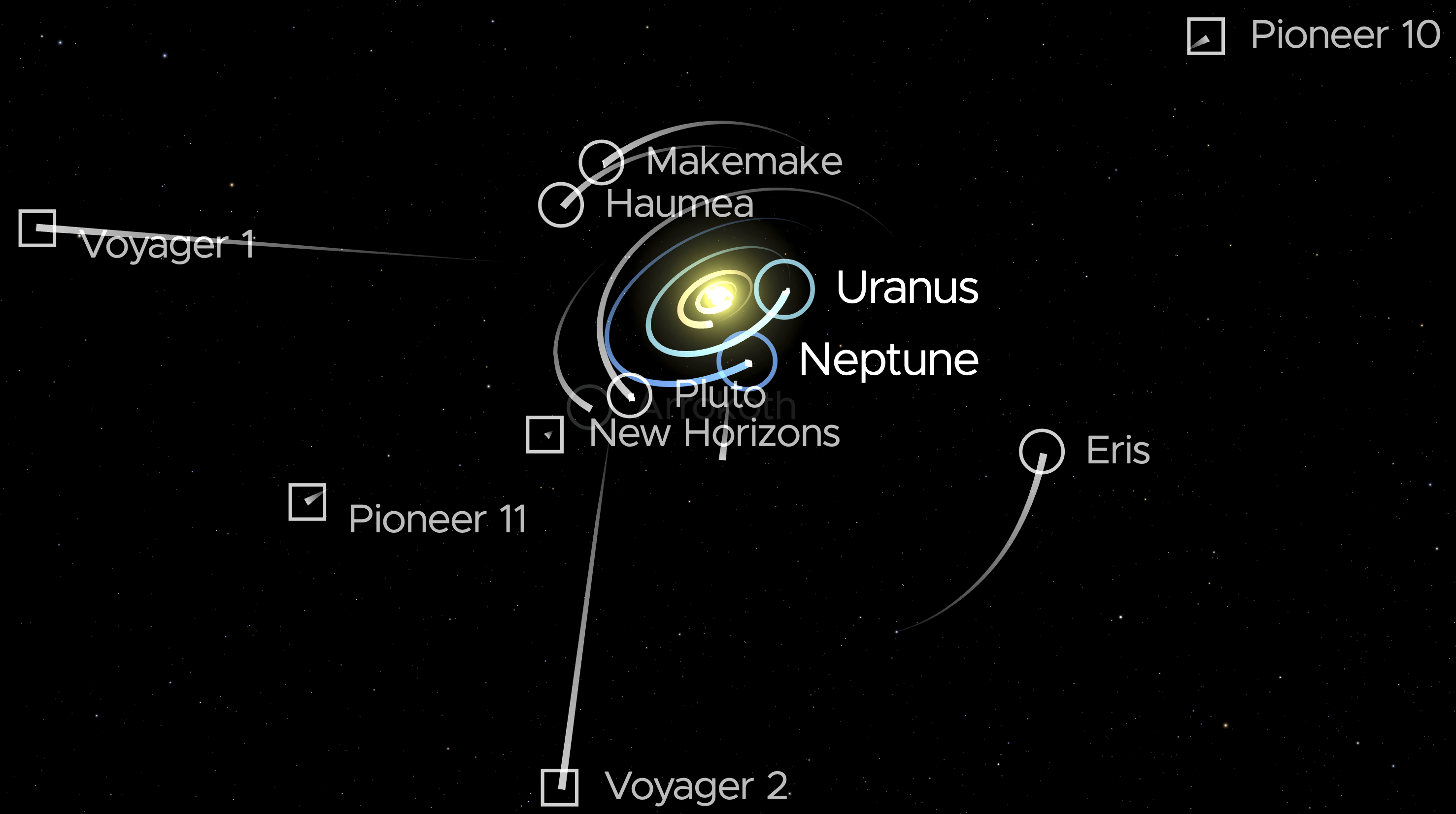
已經離開或即將離開太陽系的太空探測器。

「航海家2號」的日心速度與太陽距離的關係圖。說明了利用木星、土星和天王星的重力助推來加速，最後與海王星的海衛一崔頓相遇。質量非常巨大的行星通過引力將太空探測器吸引到它們身邊；這種力加速了太空探測器。如果太空探測器沒有與行星發生碰撞，並且行進的速度超過行星的逃逸速度，則太空探測器將掠過行星，並從重力中獲得加速；這稱為重力助推（或「重力彈弓」）。

離開太陽系的人造物體列表中都是NASA發射的太空探測器及其運載火箭的最上級。其中三個探測器，「航海家1號」，「航海家2號」和「新視野號」仍在運作中，並定期通過無線電通信聯繫，而「先鋒10號」和「先鋒11號」現在已經失效。除了這些太空探測器之外，一些上層級和溜溜球去自旋，假設它們繼續沿著它們的軌道前進，也正在離開太陽系。
這些物體因為它們的速度和方向使它們遠離太陽，並且在它們與太陽的距離上，太陽的引力不足以將這些物體拉回或進入軌道，因此他們正在「離開」太陽系。它們並非不受太陽引力的影響，雖然正在減速，但仍然以離超過開太陽系的逃逸速度遠離，並滑行到星際空間。

## 探測行星的太空探測器
- 先鋒10號：1972年發射，1973年飛越木星 ，朝向位於金牛座的畢宿五（65光年外）方向飛去。2003年1月失去了聯繫，估計與地球的距離已經超過了134天文單位秒（AU；一個AU大約是地球和太陽之間的平均距離：1.5億公里（9,300萬英里））[1]。
- 先鋒11號：1973年發射，1974年飛越木星，1979年飛越土星。1995年11月失去聯繫，估計已距離地球111 AU[2]。這艘太空探測器正朝著位於人馬座西北部的天鷹座的方向前進。除非發生意外，「先鋒11號」將在大約400萬年後從天鷹座的一顆恆星附近經過[3]。
- 航海家2號：1977年8月發射，1979年飛越木星，1981年飛越土星，1986年飛越天王星，1989年飛越海王星。這艘太空探測器於2018年11月5日在119天文單位的距離離開日球層前往星際空間[4]。「航海家2號」仍然處於活動狀態。它沒有朝向任何特定的恆星，然而在大約40,000年後，它應該會距離恆星羅斯248（仙女座HH）1.7光年[5]。如果不受干擾，296,000年它應該會在4.3光年的距離處經過天狼星。
- 航海家1號：1977年9月發射，1979年飛越木星，1980年飛越土星，特別接近土星的衛星泰坦。2012年8月25日，探測器在121天文單位通過日球層頂，進入星際空間[6]。 「航海家1號」仍然處於活動狀態。它正朝著與距離地球17.6光年的恆星格利澤445（AC +79 3888）在大約40,000年後相遇的方向前進[7]。
- 新視野號：2006年發射，於2007年飛越木星，2015年7月14日飛越冥王星。做為古柏帶擴展任務（KEM）的一部分，它於2019年1月1日飛越古柏帶天體(486958) 天空[8]。

儘管其它探測器是較早先發射的，但「航海家1號」的速度更高，超過了所有其它探測器。1977年12月19日，「航海家1號」在發射幾個月後，就超過了「航海家2號」。它在1981年超過了「先鋒11號」，然後在1998年2月17日超過「先鋒10號」，成為距離太陽最遠的探測器。 「航海家2號」的移動速度比之前發射的所有其它探測器都快；它在20世紀80年代末超越了「先鋒11號」，然後在2023年7月18日超越了「先鋒10號」，成為距離太陽第二遠的太空探測器。
根據先鋒號異常或「先鋒號效應」對它的影響，「新視野號」也可能超越先鋒號探測器，但需要很多年才能超越。預估它將在2143年超過「先鋒11號」，在2314年超過「先鋒10號」，但永遠不會超過「航海家號」。

## 速度和離太陽的距離
為了將距離放在表中的上下文中，冥王星的平均距離（半長軸）約為40 AU。
| 名稱      | 發射 | 距離太陽（AU） （截至2023年） | 速度（km/s) |
| --------- | ---- | ----------------------------- | ----------- |
| 航海家1號 | 1977 | 162.043                       | 16.9        |
| 航海家2號 | 1977 | 135.198                       | 15.2        |
| 先鋒10號  | 1972 | 135.017                       | 11.8        |
| 先鋒11號  | 1973 | 112.879                       | 11.1        |
| 新視野號  | 2006 | 57.707                        | 13.7        |

註解：上述數據截至2023年12月17日的。來源：噴射推進實驗室 。NASA SSD模擬器，和新視野號。
太陽逃逸速度是離太陽中心距離（r）的函數，由
{\displaystyle v_{e}={\sqrt {\frac {2GM_{sun}}{r}}},}
其中乘積「G」「Msun」是日心點引力參數。從太陽表面逃離太陽所需的初始速度是618 km/s（1,380,000 mph），在地球與太陽的距離（1AU）處，下降到42.1 km/s（94,000 mph），並在距離100AU處下降至4.21 km/s（9,400 mph）。

航海家1號和2號的速度和離太陽的距離
先鋒10號和11號的速度和離太陽的距離
新視野號的速度和離太陽的距離。

為了離開太陽系，探測器需要達到局部逃逸速度。離開地球後，太陽的逃逸速度是42.1 km/s.。為了達到這個速度，還可以使用地球繞太陽的軌道速度29.78 km/s，這是非常有利的。稍後通過行星附近，探測器可以通過重力助推獲得額外的速度。

## 推進節火箭

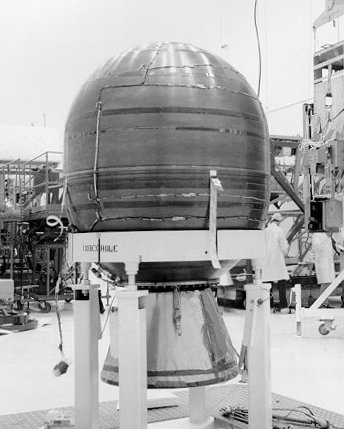
類似於發射「新視野號」探測器的Star-48火箭發動機。

每一個行星探測器都被一枚多節火箭放入其逃逸軌道，其最後一節的軌道與發射的探測器幾乎相同。由於這些節不能被主動引導，它們的軌跡現在與它們發射的探測器不同（探測器由允許改變航向的小型推進器引導）。然而，在探測器因重力助推而獲得逃逸速度的情况下，這些節可能沒有相似的航向，而且它們與其它物體相撞的可能性極低。逃逸軌跡上的推進節包括：
- 「先鋒10號第三節」：Star-37（英语：Star (rocket stage)）固體燃料火箭TE364-4的變體[20]。
- 「航海家1號第四節」：Star 37E固體燃料火箭[21]。
- 「航海家2號第四節」：Star 37E固體燃料[21]。
- 「新視野號第三節」：Star-48B（英语：Star (rocket stage)）固體燃料火箭，與「新視野號」在太陽系外的逃逸軌跡相似，甚至比「新視野號」提前六小時到達木星。2015年10月15日，它在距離冥王星2.13億公里（超過1天文單位）的地方通過了冥王星的軌道[22][23]。這是在「新視野號」飛越冥王星後四個月[24]。

此外，在「新視野號」探測器從第三節火箭上釋放之前，還使用了兩個金屬絲上的小重量來减少其旋轉。一旦自轉速度降低，這些質量和金屬絲就被釋放了，因此也在逃離太陽系的軌道上。
上述物體都不可追跡，因為它們沒有電源或無線電天線，無法控制地旋轉，而且太小而無法被探測到。除了預測的太陽系逃逸軌跡之外，它們的確切位置是未知的。
「先鋒11號」的第三節被認為在太陽軌道上，因為它與木星的相遇不會導致逃離太陽系。 「先鋒11號」在隨後與土星的相遇中獲得了逃離太陽系所需的速度。
2006年1月19日，前往冥王星的「新視野號」探測器在發射時，半人馬座火箭上層和Star-48B的第三節就直接達到太陽逃逸軌道的速度16.26每秒（58,536每小時；36,373英里每小時） New Horizons passed the Moon's orbit in just nine hours.。隨後與木星的相遇只增加了它的速度，使探測器比沒有這次相遇的探測器提前三年到達冥王星。
因此，迄今為止，唯一「直接」發射到太陽逃逸軌道的物體是「新視野號」太空探測器、它的第三級和兩個自轉質量（Yo-yo de-spin）。「新視野號」的半人馬座第二節沒有逃脫；它位於2.83年的日心（太陽）軌道上。
「先鋒10號」和「先鋒11號」，以及「航海家1號」和「航海家2號」的第2節半人馬座火箭也在日心軌道上。

## 未來
考慮到星際空間的巨大空虛，這裡列出的所有物體，除非它們與另一個物體碰撞（或被另一個天體收集，但可能性極低），都有可能在時間軸上繼續進入深空，否則它們甚至可能比太陽生命的主序階段還要長數十億年。先鋒號或航海家號探測器與恆星（或恆星殘骸）碰撞可能性的一個估計時間尺度是1020年（100萬億年）。然而，它們不太可能獲得足够的速度逃離銀河系（或其未來與仙女座星系的合併）進入星系際空間。

### 「尤利西斯號」
1990年，太陽探測器「尤利西斯號」向木星發射，以到達太陽兩極上空的高傾角日心軌道；該探測器於2008年關閉。「尤利西斯號」目前處於繞太陽79°的高傾斜軌道上，其遠日點與木星軌道相交。2098年11月，它將與木星再次近距離飛行，穿越歐羅巴和蓋尼米德的軌道。在這次重力助推之後，它可能會進入圍繞太陽的雙曲軌道，最終將離開太陽系。
「尤利西斯號」現已關閉，且因為其RTG電源已經耗盡，因此無法聯繫。自2009年以來，無法以任何管道跟踪或引導。因此，它的確切軌跡是未知的，因為太陽輻射壓等因素可能會顯著改變它的遭遇路徑。

## 圖集

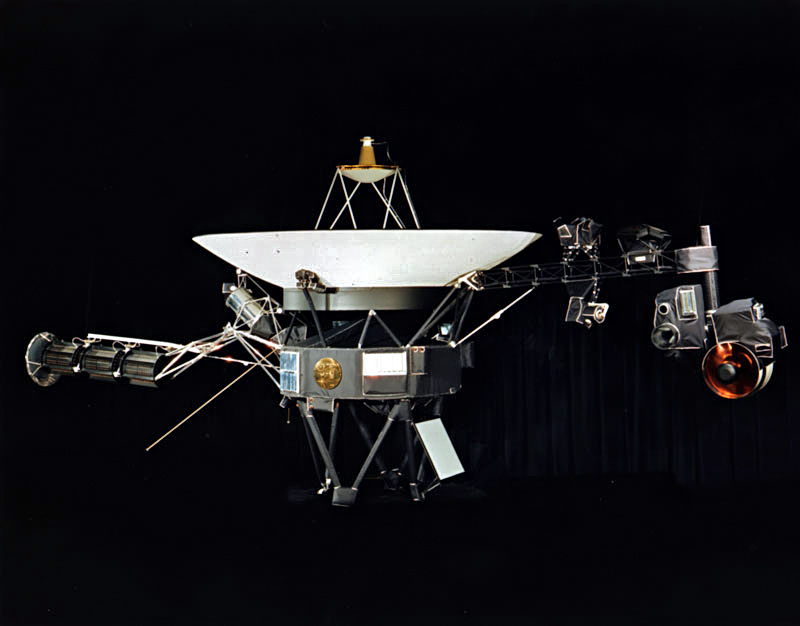
「航海家1號」/「旅行者2號」的照片。
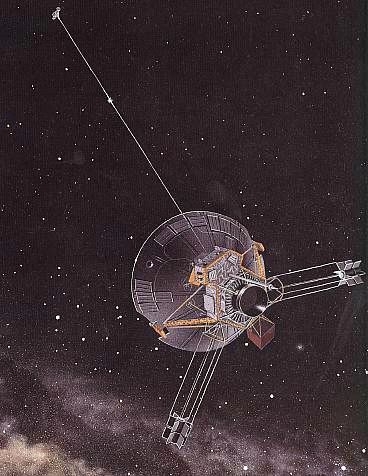
藝術家對「先鋒10號」/「先鋒11號」的概念。
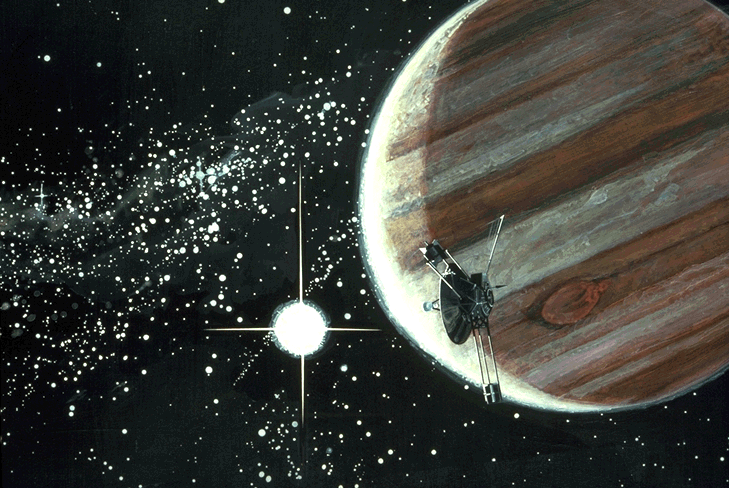
藝術家對「先鋒10號」接近木星時的概念。
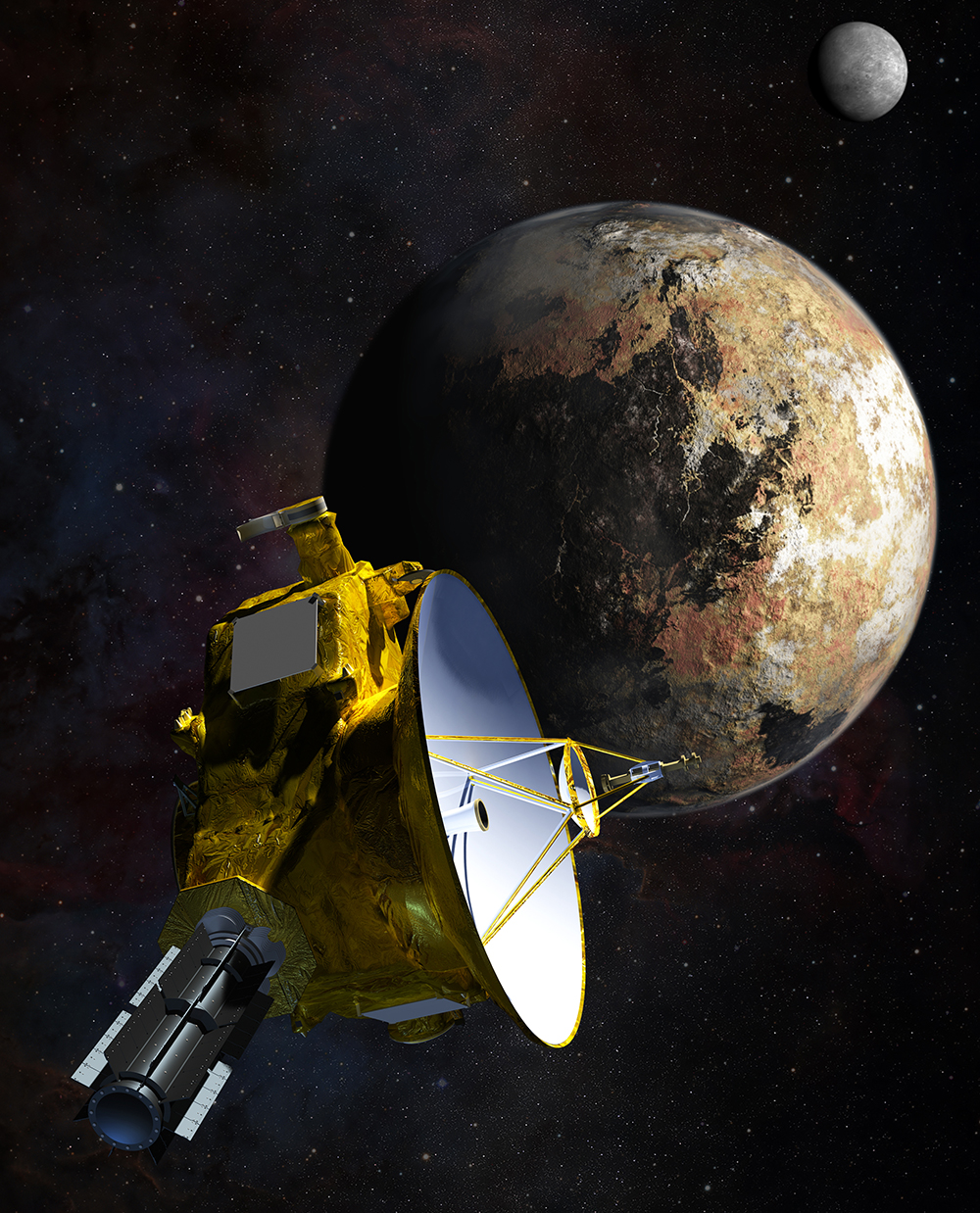
藝術家對「新視野號」朝向冥王星接近的概念。
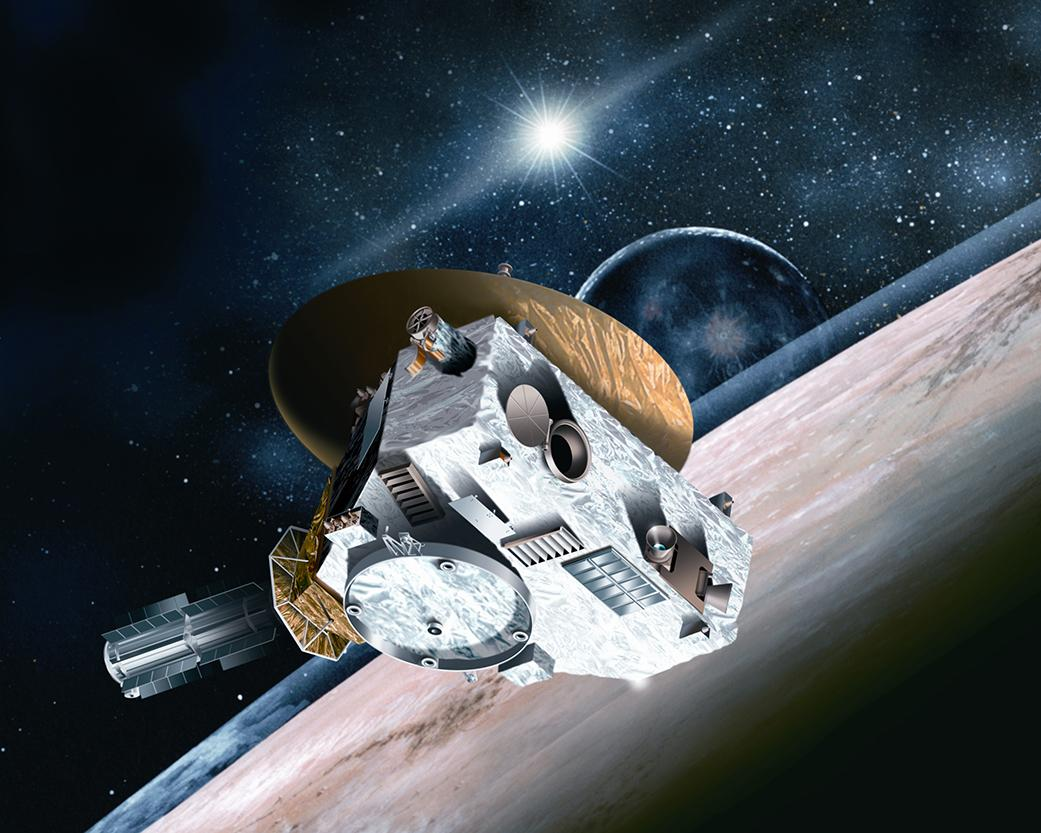
藝術家對「新視野號」飛越冥王星的概念。

## 外部連結
- Spacecraft escaping the Solar System （页面存档备份，存于） in heavens-above.com
- NASA = Explaining planetary gravity assists （页面存档备份，存于）
- Future stellar flybys of the Voyager and Pioneer spacecraft determined using Gaia Data Release 2 （页面存档备份，存于）